# Tabay
Tabay è una cittadina dello Stato di Mérida ubicata su un altopiano alluviale nelle Ande venezuelane a 1708 m s.l.m. e sulle rive del fiume Chama. La città è il capoluogo del comune di Santos Marquina, si trova 12 km a nord-est della città di Mérida e fa parte dell'area metropolitana di Mérida. L'autostrada trans-andina attraversa Tabay da est a ovest.

## Storia
Le frazioni indigene dei Mucunutanes, o Tabayes furono scoperte dagli spagnoli nel 1558. Nel 1619 vi fu ufficialmente fondata la città con il nome di San Antonio de Padova de Tabay, per devozione al santo padovano.

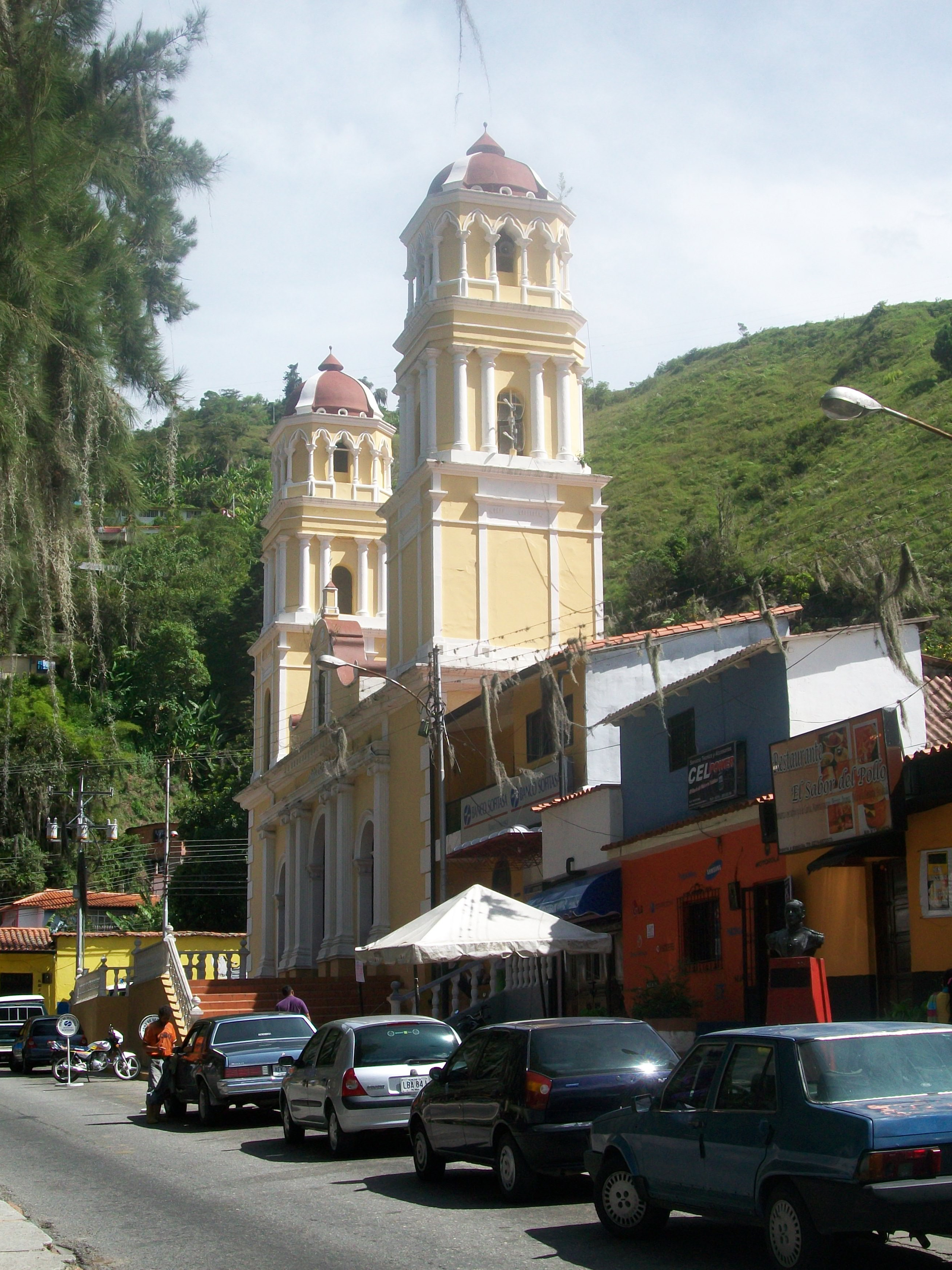
Chiesa di Tabay nella piazza Bolivar (visibili, sugli alberi di fronte, le caratteristiche piante epifite).

Dopo il terremoto del 1812 che scosse al paese, Tabay (unico centro vicino a Mérida ad aver patito vittime) fu ricostruita.
Il capitano José de los Santos Marquina, esponente dell'indipendenza del Venezuela e contemporaneo del Libertador Simón Bolívar, nacque a Tabay e fu il suo primo sindaco; a lui è intitolato il comune Santos Marquina.

## Etimologia di Tabay
Il nome Tabay viene dal lemma indigeno degli antichi Tabayones o Tabayes che abitavano l'area prima dell'arrivo degli spagnoli. La parola tabay significa "casa degli spiriti".

## Chiesa di Tabay
Nel 1698, Tabay divenne centro parrocchiale; esisteva già la chiesa nel paese guidata dal frate Nicolás Vásquez de Escamilla. Nel periodo repubblicano diventa parrocchia civile del cantone di Mérida. La chiesa di Tabay, dedicata a Sant'Antonio di Padova, patrono del paese, fu distrutta da un terremoto nel 1894 e ricostruita nel 1907.

## Sierra Nevada

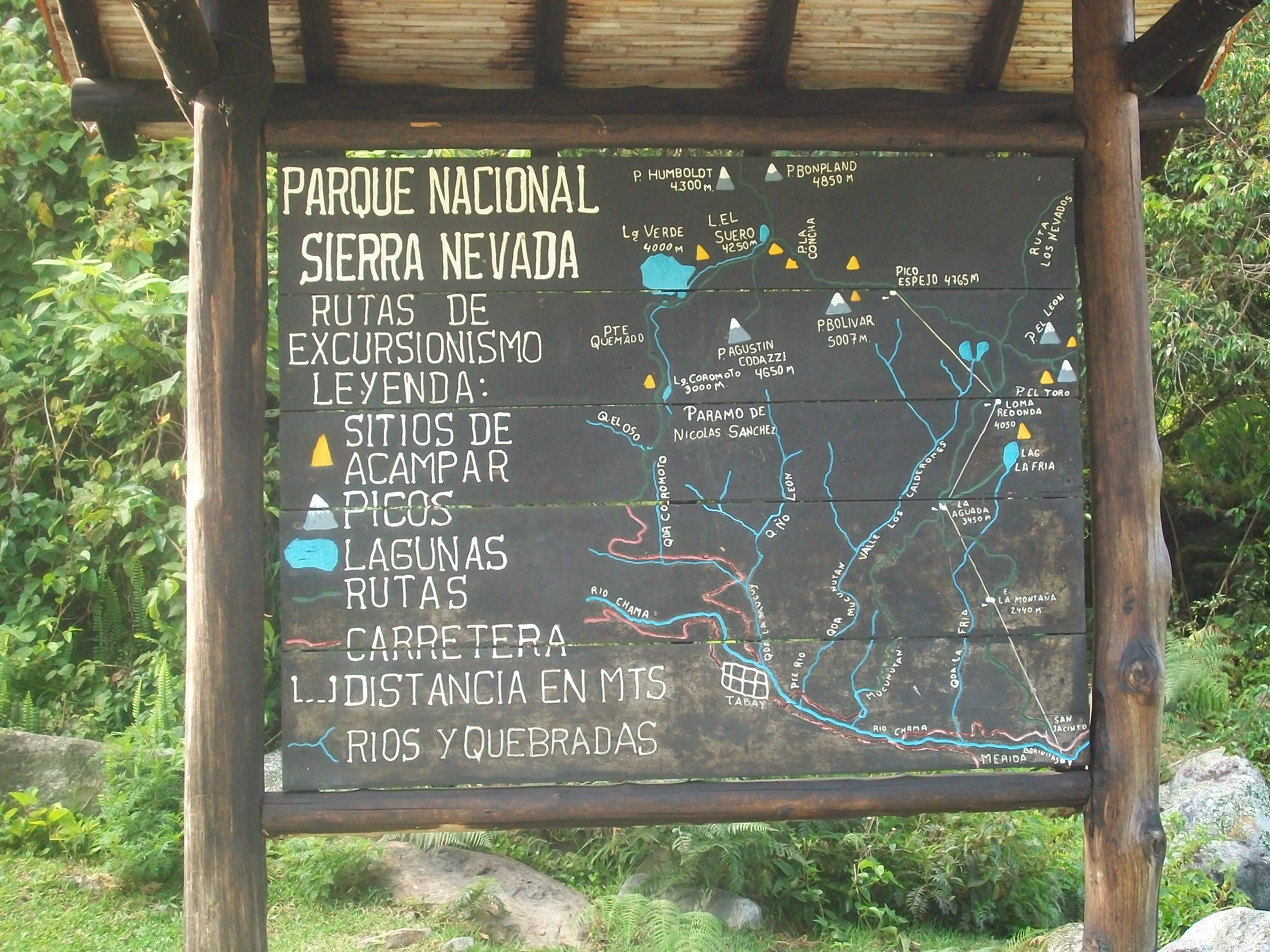
Mappa all'entrata del parco La Mucuy che illustra i diversi percorsi verso la Sierra Nevada

Tabay è uno degli ingressi del Parco nazionale della Sierra Nevada, dove iniziano i percorsi verso le vette più alte del paese: Pico Bolívar e Pico Humboldt ed è il punto di partenza della maggioranza delle escursioni che iniziano dal parco La Mucuy e conducono tra l'altro alla laguna Coromoto, al ghiacciaio La Corona e verso altri picchi.